# Emanuele del Portogallo
Emanuele del Portogallo (Tangeri, 1568 – Bruxelles, 22 giugno 1638) era il figlio illegittimo di Antonio, Priore di Crato, pretendente al trono portoghese durante la crisi di successione portoghese del 1580. Sposò segretamente nel 1597 la Contessa Emilia di Nassau, figlia di Guglielmo il Taciturno e Anna di Sassonia.

## Biografia

### Infanzia
Emanuele nacque a Tangeri dal pretendente portoghese António, priore di Crato ed una certa Ana Barbosa. A causa del suo incarico religioso, ad Antonio non era premesso sposarsi. Dopo un tentativo fallito di ottenere il trono nel 1580, Antonio visse in Francia ed in Inghilterra. 

### Acclamazione come principe
Dopo la morte di Enrico I del Portogallo, il ritorno della sua famiglia in Portogallo e l'acclamazione di suo padre come re il 24 luglio 1580, Emanuele scelse di utilizzare il titolo di principe di Portogallo. Tuttavia, il regno di suo padre fu corto e travagliato. Antonio venne sconfitto da Filippo II di Spagna nella battaglia di Alcântara. Emanuele e suo padre fuggirono a Coimbra dopo la sconfitta per evitare di cadere prigionieri, e raccolsero seimila uomini per affrontare nuovamente le truppe spagnole. Ciononostante, furono sconfitti ancora una volta. Senza opzioni, Emanuele e suo padre furono costretti ad nascondersi in monasteri e abitazioni di sostenitori, trovando infine rifugio in Francia con il resto della famiglia. António in seguito si trasferì nelle isole Azzorre, non ancora sotto il controllo spagnolo, e ne fece il centro della resistenza a Filippo II. Da lì esercitò un larvato dominio dal 1581 fino alla definitiva sconfitta da parte delle truppe spagnole nel 1583.

### Morte
Emanuele morì il 22 giugno 1638 a Bruxelles e fu sepolto lì.

## Famiglia

### Primo matrimonio
Il 7 novembre 1597, Emanuele sposò la Contessa Emilia di Nassau (1569–1629), una figlia di Guglielmo I, principe d'Orange e della principessa Anna di Sassonia. La famiglia della sposa era rappresentante di spicco del calvinismo in Europa mentre lo sposo era cattolico. Le loro famiglie si opposero al matrimonio, ma questo non impedì alla coppia di essere uniti in matrimonio in segreto da un prete cattolico romano. Di conseguenza, Emanuele fu obbligato a fuggire a Wesel in Germania. Emilia – inizialmente posta agli arresti domiciliari – fu in grado di raggiungerlo nel dicembre 1597. Dal matrimonio nacquero i seguenti figli:
- Una figlia (1598-1602)
- Maria Belgica (1599;[1] morta il 28 luglio 1647), sposò nel giugno 1629 il colonnello Theodor Croll (morto assassinato nel 1640 a Venezia), Quartiermastro Generale del duca Odoardo I Farnese di Parma,
- Emanuele Antonio del Portogallo (24 febbraio 1600 - 27 ottobre 1666), sposò la contessa Giovanna di Hanau-Münzenberg, figlia di Alberto, conte di Hanau-Münzenberg e Ehrengard von Isenburg
- Luigi Guglielmo, marchese di Tramoso (1601-1660), militare, comandante delle guardie di Maurizio di Nassau nel 1624, cavaliere di Malta, sposò Anna Maria Capece Galeota, figlia di Giovanni Battista, I marchese di Monteleone e Diana Spinelli
- Una figlia (1602-1603)
- Emilia Luisa (1603-1670),
- Anna Luisa (1605;[1] - 1669)
- Giuliana Caterina (c. 1607–1680)
- Maurizia Eleonora (1609[1] - 1674), sposò il principe Giorgio Federico di Nassau-Siegen
- Sabina Delfica (1612–1670)

A causa delle circostanze in cui era avvenuto il matrimonio e della condizione di esiliato di Emanuele, la coppia visse in costanti ristrettezze economiche. Solamente nel 1608 Filippo Guglielmo d'Orange riuscì ad ottenere la riconciliazione della coppia con lo Statolder Maurizio di Nassau. Emanuele ed Emilia ottennero un appannaggio e delle residenze. La vita per la coppia alla corte dello Statolder non era tuttavia facile a causa del cattolicesimo di Emanuele. Egli entrò in contatto con le autorità dei Paesi Bassi spagnoli, ovvero l'Infanta Isabella Clara Eugenia d'Asburgo e il marito Alberto d'Austria, i quali gli promisero un appannaggio maggiore di quello pagato dal principe d'Orange. In seguito alla morte di Maurizio di Nassau, le tensioni tra Emanuele e il successore di Maurizio, Federico Enrico d'Orange, giunsero ad un punto tale che Emanuele scappò a Bruxelles, capitale dei Paesi Bassi spagnoli. La moglie Emilia tuttavia decise di non seguire il marito e si trasferì poco dopo con le sue figlie a Ginevra, dove morì nel 1629. 
Le sorti della famiglia furono ulteriormente oscurate da uno scandalo che coinvolse la figlia primogenita Maria Belgica. Quest'ultima avrebbe infatti dovuto sposare il Margravio di Baden ma fuggì prima delle nozze con un miliare al servizio del Margravio, il colonnello Theodor Croll.

### Secondo matrimonio
Dopo la morte della sua prima moglie, Manuel sposò per la seconda volta, il 3 aprile 1630 a Bruxelles. La sua sposa Luisa Osório era una dama di compagnia dell'infanta Isabella. I due mantennero posizioni di rilievo alla corte dell'Infanta.

## Ascendenza
|                          |   |                            | Genitori                             |  |  | Nonni |  |  | Bisnonni                    |  |  | Trisnonni              |  |
|                          |   |                            |                                      |  |  |       |  |  | Manuel I, re del Portogallo |  |  | Fernando, duca di Beja |  |
|                          |   |                            |                                      |  |  |       |  |  | Manuel I, re del Portogallo |  |  | Fernando, duca di Beja |  |
|                          |   | Beatriz, dichessa di Viseu |                                      |  |  |       |  |  | Manuel I, re del Portogallo |  |  |                        |  |
| Luís, duca di Beja       |   |                            |                                      |  |  |       |  |  | Manuel I, re del Portogallo |  |  |                        |  |
|                          |   | María de Aragón            | Ferran I, re d'Aragona               |  |  |       |  |  |                             |  |  |                        |  |
|                          |   | María de Aragón            | Ferran I, re d'Aragona               |  |  |       |  |  |                             |  |  |                        |  |
|                          |   | María de Aragón            | Isabel I, regina di Castiglia e León |  |  |       |  |  |                             |  |  |                        |  |
| António, priore di Crato |   | María de Aragón            |                                      |  |  |       |  |  |                             |  |  |                        |  |
|                          |   | Pedro Gomes                | …                                    |  |  |       |  |  |                             |  |  |                        |  |
|                          |   | Pedro Gomes                | …                                    |  |  |       |  |  |                             |  |  |                        |  |
|                          |   | Pedro Gomes                | …                                    |  |  |       |  |  |                             |  |  |                        |  |
| Violante Gomes           |   | Pedro Gomes                |                                      |  |  |       |  |  |                             |  |  |                        |  |
|                          |   | Ana                        | …                                    |  |  |       |  |  |                             |  |  |                        |  |
|                          |   | Ana                        | …                                    |  |  |       |  |  |                             |  |  |                        |  |
|                          |   | Ana                        | …                                    |  |  |       |  |  |                             |  |  |                        |  |
| Manuel de Portugal       |   | Ana                        |                                      |  |  |       |  |  |                             |  |  |                        |  |
|                          | … | …                          |                                      |  |  |       |  |  |                             |  |  |                        |  |
|                          | … | …                          |                                      |  |  |       |  |  |                             |  |  |                        |  |
|                          | … | …                          |                                      |  |  |       |  |  |                             |  |  |                        |  |
| Gaspar Barbosa           | … |                            |                                      |  |  |       |  |  |                             |  |  |                        |  |
|                          |   | …                          | …                                    |  |  |       |  |  |                             |  |  |                        |  |
|                          |   | …                          | …                                    |  |  |       |  |  |                             |  |  |                        |  |
|                          |   | …                          | …                                    |  |  |       |  |  |                             |  |  |                        |  |
| Ana Barbosa              |   | …                          |                                      |  |  |       |  |  |                             |  |  |                        |  |
|                          |   | …                          | …                                    |  |  |       |  |  |                             |  |  |                        |  |
|                          |   | …                          | …                                    |  |  |       |  |  |                             |  |  |                        |  |
|                          |   | …                          | …                                    |  |  |       |  |  |                             |  |  |                        |  |
| …                        |   | …                          |                                      |  |  |       |  |  |                             |  |  |                        |  |
|                          |   | …                          | …                                    |  |  |       |  |  |                             |  |  |                        |  |
|                          |   | …                          | …                                    |  |  |       |  |  |                             |  |  |                        |  |
|                          |   | …                          | …                                    |  |  |       |  |  |                             |  |  |                        |  |
|                          |   | …                          |                                      |  |  |       |  |  |                             |  |  |                        |  |